# Santo Domingo (Santa Fe)
Santo Domingo es una comuna argentina, ubicada en el centro-noreste del departamento Las Colonias, provincia de Santa Fe, a 80 km de la capital provincial; conectada por acceso a la ruta provincial RP 4.

## Población
Cuenta con 1,804 habitantes (Indec, 2022), lo que representa un descenso frente a los 1,742 habitantes (Indec, 2010) del censo anterior.
| Gráfica de evolución demográfica de Santo Domingo entre 1991 y 2010 |
|                                                                     |
| Fuente: Censos nacionales del INDEC                                 |

## Santo Patrono
- Santo Domingo de Guzmán. Festividad: 8 de agosto.

## Fundación
Santo Domingo fue fundado el 14 de octubre de 1891 por Ignacio Crespo, quien le dio este nombre en honor al santo de su devoción.
En el mismo año (1891) fue inaugurada su estación de ferrocarril Pericota.

## Creación de la Comuna
16 de marzo de 1903 (122 años).

## Entidades deportivas
- Centro cultural recreativo y deportivo Unión
- Foot Ball Club Juventud Unida

## Colegios
- Escuela agrotécnica N.º 2047
- Escuela provincial N.º 349 Gral. Don José de San Martín
- C.E.R N.º 250
- Jardín de infantes N.º 8160 Rosa de Sraier
- Centro de día El Jacarandá
- Instituto superior particular incorporado N.º 4023

## Personalidades y presidentes comunal
- Schachner, Élida Beatriz: ex Pta. Comunal, Dip. provincial.

PRESIDENTES COMUNALES:
1906-1908 (Bautista Longoni, Luis Bonamino y Domingo Lazzaroni)
1908-1909 (Luis Bonamino, reemplazante de Longoni y Lazzaroni)
1909-1910 (Luis Bonamino, Carlos Winkelmann y Cipriano Oroño)
1910-1911 (Leopoldo Gorosito, Martín Stessens y Juan Pedro Nagel)
1911-1913 (Juan Gatti, Martín Stessens y Juan Pedro Nagel)
1913-1914 (Juan Gatti, Federico Hillmann y Antonio Bertero)
1914-1916 (Juan Gatti, Antonio Sirro y Adam Ebeling)
1916-1917 (Ramón Antuña, Carlos Marinoni y Federico Hillmann)
1917-1920 (Juan Pedro Nagel, Lorenzo Longoni y Domingo Lazzaroni)
1920-1924 (Juan Gatti, José M. Antuña y Carlos Marinoni)
1924-1926 (Juan Gatti, Juan Sebastián Wettstein y Juan Pedro Nagel)
1926-1930 (Juan F. Spies, Juan Pedro Nagel y Carlos Marinoni)
1930-1934 (Guillermo Zimmermann, Juan Pedro Nagel y Arturo Vegetti)
1940           (Carlos Marinoni y Carlos Gatti)
1940-1941 (Juan F. Nagel)
1941-1942 (Francisco Mondino)
1942-1944 (Juan F. Nagel)
1944-1948 (Francisco Mondino)
1948-1952 (Enrique Ebeling, Juan Spies y José M. Gatti)
1952-1955 (Francisco Mondino)
1955-1961 (Guillermo Wettstein y Arnoldo Nagel)
1961-1973 (Guillermo Wettstein)
1973-1976 (Ricardo Nagel, Edmundo Dolder y Domingo Genero)
1976-1980 (Guillermo Wettstein)
1981- febrero de 1983 (David Muller)
Marzo de 1983 hasta 24 de abril de 1983 (Marino Ciola) - Decreto 0547/83
25 de abril de 1983 (Alí Marinoni)
1983-1985 (David Muller)
1985-1987 (José Vegetti)
1987-1999 (Elida Schachner)
1999-2003 (Víctor Auce)
2003-2017 (Darío Riva)
2017-presente (Patricia Arber)

## Religión
La población profesa mayoritariamente el cristianismo. 
Las instituciones cristianas presentes son la Iglesia católica y 2 iglesias evangélicas. 
- La Iglesia católica tiene presencia mediante la parroquia del Santo Domingo de Guzmán, santo patrono del pueblo y homónimo de la localidad misma.

Desde la fundación del pueblo la Iglesia católica estuvo instalada en el mismo. La cantidad importante de italianos en la localidad hizo que la comunidad católica se fortaleciera y permaneciera fuerte desde los comienzos (1891) hasta la actualidad.
- Congregación Evangélica de Santo Domingo de la Iglesia Evangélica del Río de la Plata (iglesia luterana-reformada).

En el año 1929 se constituyó la Congregación Evangélica de Santo Domingo, que hasta ese año había formando parte de la Congregación Evangélica de Progreso (una localidad vecina a tan sólo 15 km de distancia de Santo Domingo). En el mismo año (1929) la congregación se afilia a la Iglesia Evangélica de la Unión Prusiana, a la Iglasia Evangélica Alemana (desde el fin de la Segunda Guerra Mundial pasó a llamarse Iglesia Evangélica en Alemania) y al Sínodo Evangélico Alemán del Río de la Plata (desde 1965 pasó a llamarse Iglesia Evangélica del Río de la Plata).
- Iglesia Visión de Futuro.